# Alt Zauche

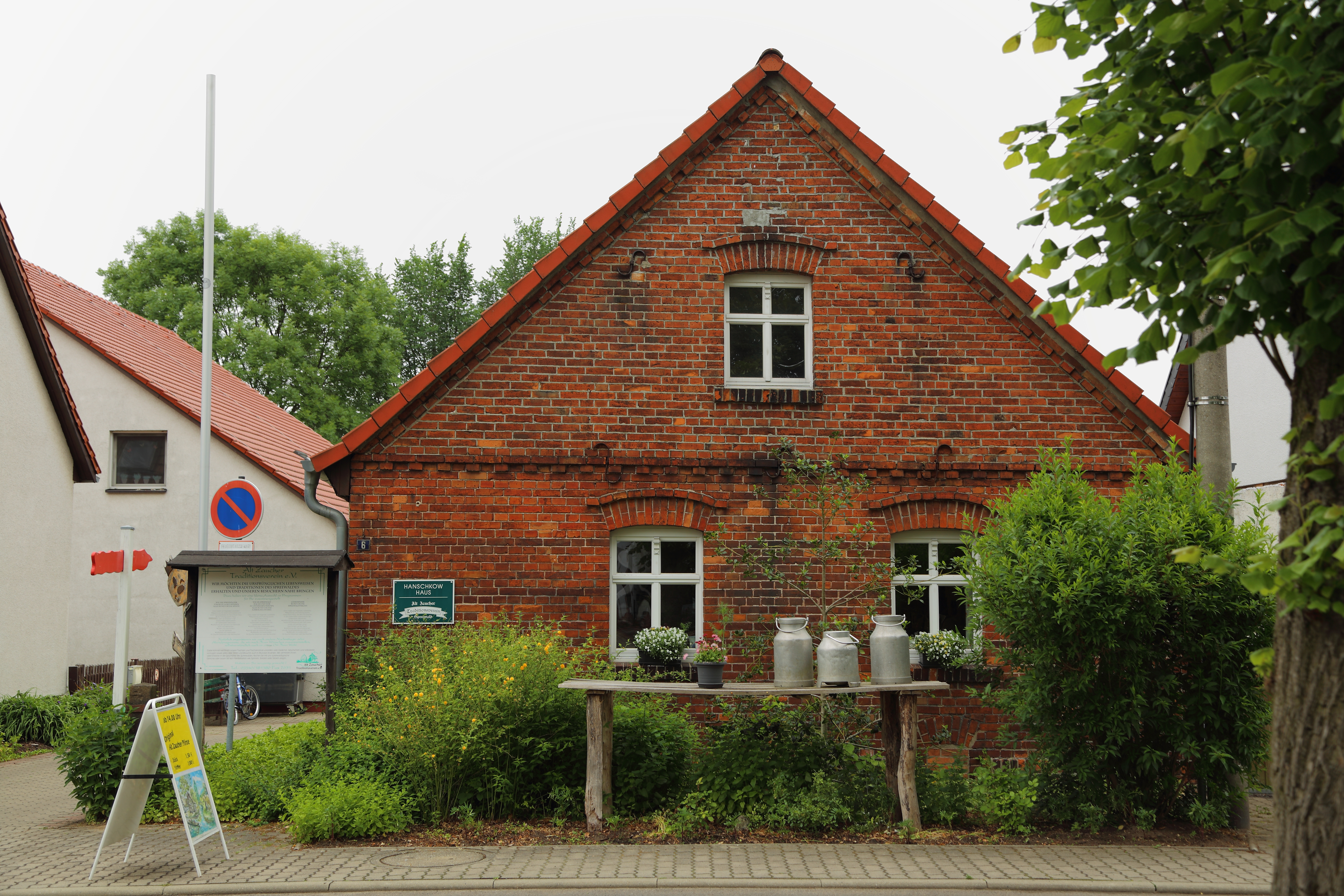
Hanschkowhaus

Alt Zauche, niedersorbisch Stara Niwa, ist ein Ortsteil der Gemeinde Alt Zauche-Wußwerk im Landkreis Dahme-Spreewald in Brandenburg. Bis zum Zusammenschluss mit Wußwerk im Jahre 2003 war Alt Zauche eine eigenständige Gemeinde. Im Spätmittelalter gehörte Alt Zauche zur Herrschaft Zauche (bzw. Herrschaft Neu Zauche), die 1647 in ein landesherrliches Amt, das Amt Neu Zauche umgewandelt wurde. Alt Zauche zählt zum Siedlungsgebiet der Sorben/Wenden in Brandenburg.

## Geographie
Der Ortskern von Alt Zauche liegt knapp 9 Kilometer Luftlinie ostsüdöstlich dem Stadtkern von Lübben. Die Gemarkung (bzw. das Gebiet des Ortsteils) Alt Zauche grenzt im Norden an Radensdorf (Ortsteil der Stadt Lübben) und Briesensee (Ortsteil der Gemeinde Neu Zauche), im Osten an die Gemarkung (bzw. den Ortsteil) Wußwerk, die Gemarkung Neu Zauche und die Gemeinde Staupitz, im Süden an Leipe (Ortsteil der Stadt Lübbenau/Spreewald) sowie an Lübbenau selber, und im Westen an die Stadtgemarkung von Lübben (Spreewald) und Radensdorf. Alt Zauche ist über die L44 von Lübben (Spreewald) über Radensdorf; nach Radensdorf zweigt die K6115 nach Burglehn und Alt Zauche ab. Der Ortskern liegt etwas über 51 m ü. NHN. Im Norden der Gemarkung steigt die Gemarkung bis auf 55 m ü. NHN. Der Spreewald liegt bei etwa 50 m ü. NHN. Die früheren Torfstiche nördlich des Ortskerns sind heute z. T. geflutet.

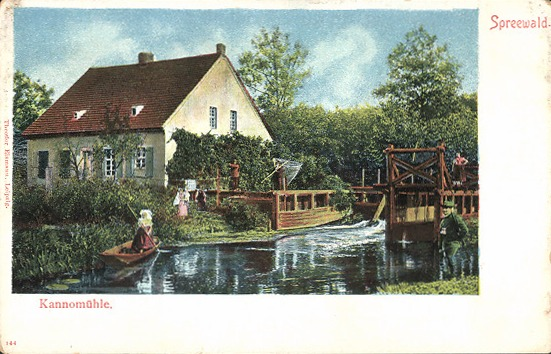
Kannomühle auf einer Postkarte, um 1900

Zum Ortsteil gehört der Gemeindeteil Burglehn sowie die Wohnplätze Alt Zaucher Mühle (Staroniwojski Młyn), Forsthaus Schützenhaus (Golnica-Stśělnica) und Kannomühle (Kanowy Młyn).

## Geschichte
Der Ort wurde 1337 als die Alte Niewa erstmals urkundlich genannt. 1420 erscheint dann Antiqua Czuche und 1421 Aldin Czuche. Rudolf Lehmann nimmt an, dass sie das Geschlecht von der Zauche nach den beiden Alt und Neu Zauche nannte. Nach Ansicht von Götz Freiherr von Houwald verhält es sich genau umgekehrt, die Orte Alt Zauche und Neu Zauche sind nach dem Geschlecht derer von der Zauche benannt worden. Er führt zu Recht an, dass der slawische Name Zauche = wasserarmes, trockenes Land nun sicher nicht auf die beiden Zauche-Orte zutrifft, deren Feldmarken von zahlreichen Wasserarmen durchzogen sind. Die ältere Siedlung Alt Zauche bewahrte noch bis in das Spätmittelalter hinein ihren alten slawischen Namen Stara Njewa (= Alte Neue), bevor sich dann der vom eingewanderten Rittergeschlecht abgeleitete Name durchsetzte. Nach der Meinung von Houwald kam im 12./13. Jahrhundert das Rittergeschlecht von der Zauche aus der Landschaft Zauche in den Spreewald und hat dort den Ort Neu Zauche gegründet, während der Ort Alt Zauche schon bestand. Die neue Siedlung mit einem Rittersitz erhielt den Namen des Rittergeschlechts, während die ältere schon vorhandene Siedlung erst im Verlauf des Spätmittelalters Alt Zauche genannt wurde. Erst dann war auch die Bezeichnung Neu Zauche gebräuchlich geworden, zur Unterscheidung von der älteren Siedlung. Vermutlich haben die von der Zauche auch den Ort Zauche im früheren Kreis Luckau (heute ein Gemeindeteil der Gemeinde Kasel-Golzig) gegründet. Urkundliche Belege für die Annahme von Houwald gibt es nicht, auch nicht für die gegenteilige Meinung von Rudolf Lehmann. Das Geschlecht von der Zauche taucht in Verbindung mit der Herrschaft Zauche erst 1347 auf. Jedoch ist das Geschlecht von der Zauche in der Niederlausitz schon Ende des 12. Jahrhunderts belegt. Alt Zauche gehörte im weiteren Verlauf der Geschichte immer zur Herrschaft Zauche bzw. später auch Herrschaft Neu Zauche genannt.

### 14. und 15. Jahrhundert
Am 22. Februar 1347 erhielten Hans, Fritz, Rudolph und Berchd, die Söhne des Hentze von der Zuche vom brandenburgischen Markgrafen Ludwig I., „dem Brandenburger“, dem damaligen Besitzer der Lausitz den Lehnsbrief über den Hof zu der Zuche mit allem Zubehör: die Dörfer Zuche (= Neu Zauche), Wozwirch (= Wußwerk), die Alte Niewe (= Alt Zauche), Kamenig (= Caminchen) und Sacrow, auch den Wald, der zu Neu Zauche gehörte und der bis an den rechten Arm der Spree reichte sowie den Werder Weledstow (= Welletau). Es war zwar eine Neubelehnung nach dem Tod des Lehninhabers, aber Hentze von der Zuche hatte die Lehen doch geraume Zeit vorher besessen. Die weitere Besitzgeschichte der Herrschaft ist zunächst nicht belegt.
Am 25. April 1420 wurden die Brüder Konrad, Joachim, Johann, Dietrich und Heinrich von Ihlow mit einem Viertel der Herrschaft Neu Zauche belehnt. 1422 war ein Hans von der Zauche jedoch (wieder) im Besitz der ganzen Herrschaft. +++ hatte Kaiser Sigismund Erzbischof Günther (II.) von Magdeburg zum Schirmherrn der Lausitz bestimmt. Hans von der Zauche verpflichtete sich zur (militärischen) Hilfe für seinen Schirmherrn. Hans von der Zauche ist auch 1425 als Besitzer der Herrschaft belegt. 1439 liehen sechs Brüder Heinrich, Hans, Friedrich, Titze, Günther und Caspar von der Zauche, dem brandenburgischen Markgrafen Friedrich II. 300 rheinische Gulden. Da der Markgraf die 300 Gulden nicht zurückzahlen konnte, übernahmen die Brüder Albrecht und Heinze von Kracht die Rückzahlung des Geldes; der Markgraf stellte ihnen 1440 darüber eine Schuldverschreibung aus. Die Gründe für diese merkwürdige Transaktion sind nicht bekannt. Denn schon 1439 hatten die sechs Brüder von der Zauche die Herrschaft Zauche an den (späteren) markbrandenburgischen Kanzler Heinze von Kracht verkauft. Am 7. Oktober 1439 erhielt dieser die Belehnung mit Neu Zauche, Wußwerk, Alt Zauche, Radensdorf, Caminchen, Sacro, Waldow, Briesen und erstmals auch Goyatz. Er bestimmte 1454 das Dorf Strega nördlich von Forst (heute Strzegów (Gubin) in Polen) zum Leibgedinge für seine Frau Anna. 1477 war die Herrschaft Zauche im Besitz des Hans von Clumen (Chlumen oder Klumen), der in diesem Jahr Verweser der Landvogtei in der Niederlausitz war. 1480 war Hans von Clumen Mitglied der Herrenkurie der niederlausitzischen Ständeversammlung. 1484 verpfändeten Hans von Clumen, seine Ehefrau Beate und seine Söhne Hans, Georg und Siegmund auf Neu Zauche das Dorf Goyatz auf Wiederkauf an die Brüder Bernthe, Liborius, Hans und Erasmus von Beuden (Bewdin) auf Lamsfeld.

### 16. und 17. Jahrhundert
1505 verkaufte Siegmund von Chlomme die Herrschaft Neu Zauche an Werner von der Schulenburg. In dieser Urkunde wird das Rittergut Neu Zauche erstmals als Herrschaft bezeichnet. Im selben Jahr kaufte Werner von der Schulenburg auch noch die Herrschaft Lübbenau in der Niederlausitz. Werner starb 1515; den umfangreichen Besitz erbten seine beiden Söhne Jacob (I.) und Reichard/Richard (I.). Die beiden Brüder von der Schulenburg erwarben 1519 auch noch die Herrschaft Lieberose zu ihrem niederlausitzischen Besitz hinzu. 1527 wurden sie nach dem Wechsel in manu dominante (Tod des Ludwig II. in der Schlacht bei Mohács (1526)) unter den vielen anderen vom Vater erworbenen Gütern auch mit der Herrschaft Neu Zauche (wieder-)belehnt. Anscheinend übernahm Jacob die Herrschaften Lübbenau und Neu Zauche, Reichard die Herrschaft Lieberose. Jacob I. starb 1541, denn am 25. November 1541 erhielt sein Sohn Georg V. die väterlichen Güter zu Lehen, darunter auch Schloss Neu Zauche mit Wußwerk, Alt Zauche, Radensdorf, Briesen, Sacrow, Waldow, Goyatz und Caminchen. Am 12. April 1543 verschrieb Georg seiner Frau Elisabeth Pflugin (von Pflugk) Schloss und Gut Neu Zauche zum Leibgedinge. Für den Fall ihrer Wiederheirat sollte sie von seinem Lehnsnachfolger mit 8000 Gulden abgefunden werden. Georg starb 1560 ohne Leibeserben und sein Besitz fiel an seinen Vetter Joachim II. von der Schulenburg, den Sohn Richards I. Joachim II. starb 1594; ihm folgte sein Sohn Richard III. Am 25. November 1600 starb Richard III. von der Schulenburg überraschend auf der Jagd in Pieskow. Erbe war dessen Sohn Joachim VII., der am 27. Februar 1601 den Lehnbrief für alle vom Vater ererbten Güter in der Niederlausitz empfing, darunter auch die Herrschaft Neu Zauche. 1619 starb Joachim VII. von der Schulenburg. Zunächst übernahm seine Witwe die Güter. Allerdings war der Besitz stark verschuldet, so dass sich die Gläubiger die Herrschaften Lübbenau und Neu-Zauche abtreten ließen. Am 28. Februar 1623 ging die Herrschaft Neu Zauche mit den Dörfern Wußwerk, Alt Zauche, Radensdorf, Briesen, Sacro, Waldow, Camminchen und Goyatz an den Landesältesten der Niederlausitz Jobst von Bredow. Jobst von Bredow starb am 26. Februar 1626, sein figürliches Epitaph steht in der Kirche in Neu Zauche. Erbe der Herrschaft Neu Zauche war Jobst’ Sohn Achim von Bredow, der 1630 den Lehnsbrief über die Herrschaft Neu Zauche erhielt. Miterbin war aber auch die Frau des Jobst und Mutter des Achim, Katharina von Bredow.
Die Bredowschen Erben konnten allerdings einen ausstehenden Restbetrag von 6600 Talern nicht aufbringen und verpfändeten darum die Herrschaft Neu Zauche an Ulrich von Wolfersdorf, den Schwiegersohn des Jobst von Bredow bzw. Schwager des Achim. 1643 musste Achim von Bredow noch ein Darlehen von 1000 Talern bei Anna Margarethe von Promnitz geb. Freiin von Putbus aufnehmen, um die Exekution durch die Gläubiger abzuwenden. Schließlich musste er 1651 die Herrschaft Neu Zauche doch für 42.000 Taler an seinen Schwager Ulrich von Wolfersdorf verkaufen. Er behielt sich jedoch ein Wiederkaufsrecht für Alt Zauche und Briesen vor; der (Wieder-)Kaufpreis sollte 7500 Taler betragen. Am 8. September 1665 starb Oberstleutnant Ulrich von Wolfersdorf. Am 17. September 1666 erhielten seine Söhne Jan Ulrich und sein Stiefbruder Ulrich Gottfried den Lehnsbrief für die ererbten Güter. In der brüderlichen Teilung des Erbes fielen die Bornsdorfschen Güter an Jan Ulrich und die Herrschaft Neu Zauche an Ulrich Gottfried. 1674 wurde die Herrschaft Neu Zauche zwangsversteigert und gelangte für 30.000 Taler an den damaligen Landesherrn der Niederlausitz Herzog Christian I. von Sachsen-Merseburg. Die Herrschaft Neu Zauche hatte 9000 Taler Schatzung. Herzog Christian I. wandelte die Herrschaft in ein landesherrliches Amt um.

### 18. und 19. Jahrhundert

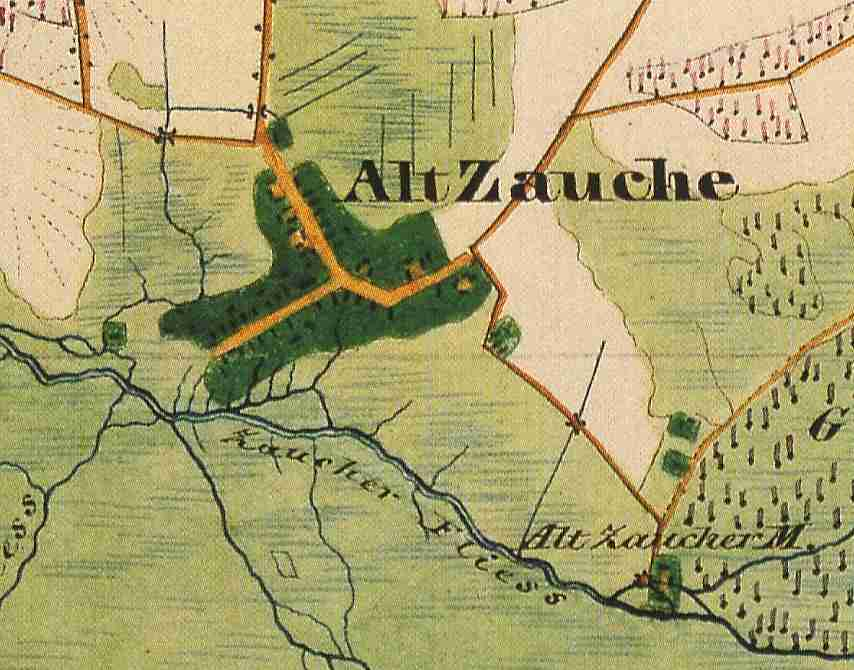
Alt Zauche auf dem Urmesstischblatt 4050 Straupitz von 1846

Nach dem Verkauf der Vorwerke bis 1811 wurde aus dem Amt Neu Zauche ein Rentamt, d. h. das Amt bzw. der Amtmann betrieb keine Eigenwirtschaft mehr, sondern war nur noch für die Einziehung der Renten zuständig. um 1840 wurde das (Rent-)Amt Neu Zauche mit dem Amt Lübben zusammen gelegt und aufgelöst. 1872 wurde das Amt Lübben schließlich ebenfalls aufgelöst und die Aufgaben dem Kreis Lübben übertragen.

### Dorfgeschichte
Alt Zauche war der Dorfstruktur nach ursprünglich ein Sackgassendorf. 1708 lebten in Alt Zauche drei Bauern (Hufner), zwei Kossäten und ein Büdner. Für 1718 wurden fünf, neun Kossäten und sechs Häusler genannt. Das Dorf hatte 1450 Gulden Schatzung. 1723 waren es statt neun dann elf Kossäten; einer der Häusler ist nun als Büdner bezeichnet. 1791 wohnten neben den weiterhin fünf Bauern bereits 13 Kossäten in Alt Zauche; außerdem drei Büdner und mehrere Häusler. Die Alt Zaucher Mühle gehörte dem Müller zu Eigentum. Im Siebenjährigen Krieg waren im Januar 1762 preußische Truppen in Alt Zauche im Winterquartier.
Um 1770 wurden in den Spreewalddörfern Kolonisten angesiedelt, um den Spreewald besser nutzbar zu machen. 1795 werden explizit vier Freibüdner und acht Freihäusler in Alt Zauche genannt. 1818 lebten in 42 Häusern 281 Einwohner. Es gab ein Forsthaus (Unterförsterei) im Ort, in dem elf Menschen lebten. Der Wohnplatz Burglehn wird als Etablissement bezeichnet, mit drei Wohnhäusern und 20 Bewohnern.
1824 war für Alt Zauche eine Katastrophenjahr. Zuerst brannte am 4. Mai 1824 ein Hof nieder. Die Feuersozietät zahlte dem Besitzer 350 Reichstaler aus. Am 20. Mai 1824 brannten dann 19 Gebäude – fast die Hälfte des Dorfes – nieder, für die die Feuersozietät 16.800 Reichstaler ausbezahlte. Sie ersetzte auch den Gemeinden Leibchel, Klein Leine, Groß Leine, Waldow und Biebersdorf ihre beim Einsatz in Alt Zauche beschädigten Feuerspritzen mit 41 Reichstalern und 5 Silbergroschen. 1827 hatte Alt Zauche bereits eine eigene Schule.
In der Topographisch-statistische(n) Uebersicht des Regierungsbezirks Frankfurth a. d. O. von 1844 (beschreibt den Stand von 1841) hatte Alt Zauche einer Wassermühle (Alt Zaucher Mühle) und eine Windmühle (nördlich des Ortes), und in 49 Häusern lebten 406 Einwohner. Die Kannomühle gehörte damals zu Neu Zauche. Burglehn war ein Vorwerk mit zwei Wohnhäusern und 29 Bewohnern. Die Försterei Schützenhaus bestand aus einem Wohngebäude, in dem 14 Menschen lebten. Im Urmesstischblatt von 1846 ist die Windmühle nördlich des Ortskern und etwas westlich des Weges Richtung Wohnplatz Bahnhof Wußwerk (etwa hier ) verzeichnet. Sie existiert in der Topographischen Karte 1:25.000 Blatt 4050 Straupitz von 1903 nicht mehr. Wann sie eingegangen ist, ist nicht bekannt.
Im Sommer 1854 wurden bei einem Spree-Hochwasser 820 Morgen Wiese auf der Alt Zaucher Gemarkung überschwemmt. Es entstand ein Schaden von 4467 Talern. Der Schaden war nach Berghaus’ Meinung allerdings zu hoch veranschlagt. Im Jahr 1861 gab es eine Schule und 43 Wohnhäuser in Alt Zauche; der Ort hatte 487 Einwohner. Erwähnt werden eine Wasser- und eine Windmühle. Es gab eine Anlage zur Stärkeherstellung. 1879 erhielt Alt Zauche eine neue, einklassige Dorfschule, die 1930 in eine Acht-Klassen-Schule erweitert werden konnte. Die Schule war von 1950 bis 1981 eine polytechnische Oberschule mit zehn Klassenstufen. Seit 1990 wird diese Bildungseinrichtung als 6-klassige Grundschule betrieben.
Nach dem Topographisch-statistische Handbuch des Regierungs-Bezirks Frankfurt a. O. von 1867 (Stand 1864) hatte Alt Zauche 1864 zwei Windmühlen, eine Ziegelei und drei ausgebaute Gehöfte. In 43 Häusern lebte 507 Menschen. Die Alt Zaucher Wassermühle mit einem Wohnhaus hatte 17 Einwohner. Das Vorwerk Burglehn bestand damals aus drei Wohnhäusern, in denen 48 Einwohner lebten. Die Försterei Schützenhaus mit einem Wohnhaus hatte elf Bewohner. Bei den zwei genannten Windmühlen ist unklar, welche von den zwei um 1900 verzeichneten Windmühlen noch oder schon existierte, und ob die alte Windmühle nördlich des Dorfes schon eingegangen war oder noch existierte. 1869 wurde die Gemarkungsgröße mit 4102 Morgen angegeben.

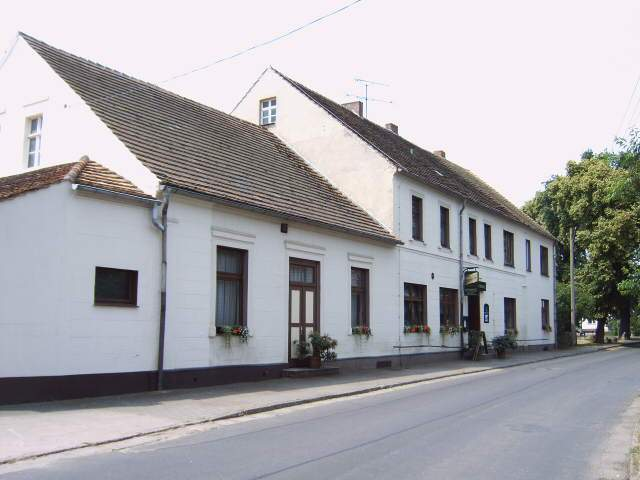
Alter Gasthof in Alt Zauche

1898 wurde die Trasse der Spreewaldbahn etwa in west-östlicher Richtung durch die Gemarkung von Alt Zauche gebaut. Der Ort erhielt einen Haltepunkt beim Vorwerk Burglehn. 1970 wurde der Personenverkehr eingestellt und die Gleise abgebaut.
In der Topographischen Karte 4050 Straupitz von 1903 sind zwei Windmühlen eingezeichnet; beide existieren heute nicht mehr. Eine Windmühle stand westlich des Dorfes etwa bei den Grundstücken Siedlungsstraße 6/7), die andere Windmühle stand östlich des Dorfes auf dem heutigen Grundstück Mühlweg 6. Beide Windmühlen sind auf dem Urmesstischblatt von 1846 noch nicht verzeichnet. Dagegen fehlt die auf dem Urmesstischblatt verzeichnete Windmühle nördlich des Dorfes in der TK25 von 1903. Die Alt Zaucher (Wasser-)Mühle ist in der Karte als Sägemühle bezeichnet (heute Wohnplatz Alt Zaucher Mühle). Noch vor 1900 wurde an der Straße nach Wußwerk ein Friedhof angelegt. Für 1900 wurde die Gemarkungsgröße mit 1050 ha angegeben.
| Bevölkerungsentwicklung von 1818 bis 2002 | Bevölkerungsentwicklung von 1818 bis 2002 | Bevölkerungsentwicklung von 1818 bis 2002 | Bevölkerungsentwicklung von 1818 bis 2002 | Bevölkerungsentwicklung von 1818 bis 2002 | Bevölkerungsentwicklung von 1818 bis 2002 | Bevölkerungsentwicklung von 1818 bis 2002 | Bevölkerungsentwicklung von 1818 bis 2002 | Bevölkerungsentwicklung von 1818 bis 2002 | Bevölkerungsentwicklung von 1818 bis 2002 | Bevölkerungsentwicklung von 1818 bis 2002 | Bevölkerungsentwicklung von 1818 bis 2002 | Bevölkerungsentwicklung von 1818 bis 2002 | Bevölkerungsentwicklung von 1818 bis 2002 | Bevölkerungsentwicklung von 1818 bis 2002 | Bevölkerungsentwicklung von 1818 bis 2002 | Bevölkerungsentwicklung von 1818 bis 2002 |
| ----------------------------------------- | ----------------------------------------- | ----------------------------------------- | ----------------------------------------- | ----------------------------------------- | ----------------------------------------- | ----------------------------------------- | ----------------------------------------- | ----------------------------------------- | ----------------------------------------- | ----------------------------------------- | ----------------------------------------- | ----------------------------------------- | ----------------------------------------- | ----------------------------------------- | ----------------------------------------- | ----------------------------------------- |
| Jahr                                      | 1818                                      | 1846                                      | 1864                                      | 1875                                      | 1890                                      | 1910                                      | 1925                                      | 1933                                      | 1939                                      | 1946                                      | 1950                                      | 1964                                      | 1971                                      | 1981                                      | 1991                                      | 2002                                      |
| Einwohner                                 | 298                                       | 415                                       | 572                                       | 585                                       | 526                                       | 546                                       | 497                                       | 503                                       | 475                                       | 731                                       | 666                                       | 533                                       | 503                                       | 474                                       | 442                                       | 435                                       |

1953 wurde im Gemeindeteil Burglehn das Volkseigene Gut Spreewald gebildet. Dort wurden vor allem Rinder gezüchtet, 1977/8 wurde eine neue Jungrinder-Aufzuchtanlage gebaut. Außerdem wurde Gemüse (vor allem Gurken und Meerrettich) angebaut sowie Getreide produziert. Nach der Wende wurde das Gut abgewickelt.

### Kommunale und politische Zugehörigkeit
Alt Zauche lag vor 1815 im niederlausitzischen Krummspreeischen Kreis des Kurfürstentum, ab 1806 Königreich Sachsen. Es wurde damals vom Amt Neu Zauche verwaltet. Nach dem Übergang der Niederlausitz an Preußen wurde der Kreis nun Kreis Lübben genannt. Mit dem Übergang des Gerichts vom Amt Neu Zauche an das Kreisgericht Lübben 1849 wurde Alt Zauche auch eine eigenständige Landgemeinde innerhalb des Kreises Lübben. Der Ort blieb auch während der Kreisreformen von 1950 und 1952 im Kreis Lübben, der nach der Wende und Bildung des Landes Brandenburg 1990 noch in Landkreis Lübben umbenannt wurde.
1992 bildete Alt Zauche zusammen mit neun anderen Gemeinden des Landkreises Lübben die Verwaltungsgemeinschaft Amt Straupitz. 1993 wurde der Kreis Lübben aufgelöst und mit den Kreisen Königs Wusterhausen und Luckau zum Landkreis Dahme-Spreewald fusioniert. Mit Wirkung zum 20. Dezember 1994 wurde das Amt Straupitz in Amt Oberspreewald umbenannt. In der Gemeindereform im Land Brandenburg zum 26. Oktober 2003 schlossen sich die Gemeinden Alt Zauche und Wußwerk zur Gemeinde Alt Zauche-Wußwerk zusammen. Seither ist Alt Zauche ein Ortsteil der Gemeinde Alt Zauche-Wußwerk. Das Amt Oberspreewald wurde zum gleichen Zeitpunkt mit dem Amt Lieberose zum Amt Lieberose/Oberspreewald zusammen gelegt.
Der Ortsteil wird durch einen Ortsbeirat und den Ortsvorsteher vertreten. Der Ortsbeirat von Alt Zauche besteht laut Hauptsatzung der Gemeinde Alt Zauche-Wußwerk aus drei Mitgliedern, die aus ihrer Mitte den Ortsvorsteher wählen.

### Kirchliche Zugehörigkeit
Alt Zauche hatte keine Kirche und war immer eingekircht nach Neu Zauche. Sie gehört auch heute zur Kirchengemeinde Neu Zauche des Evangelischen Kirchenkreises Niederlausitz.

## Denkmale und Sehenswürdigkeiten

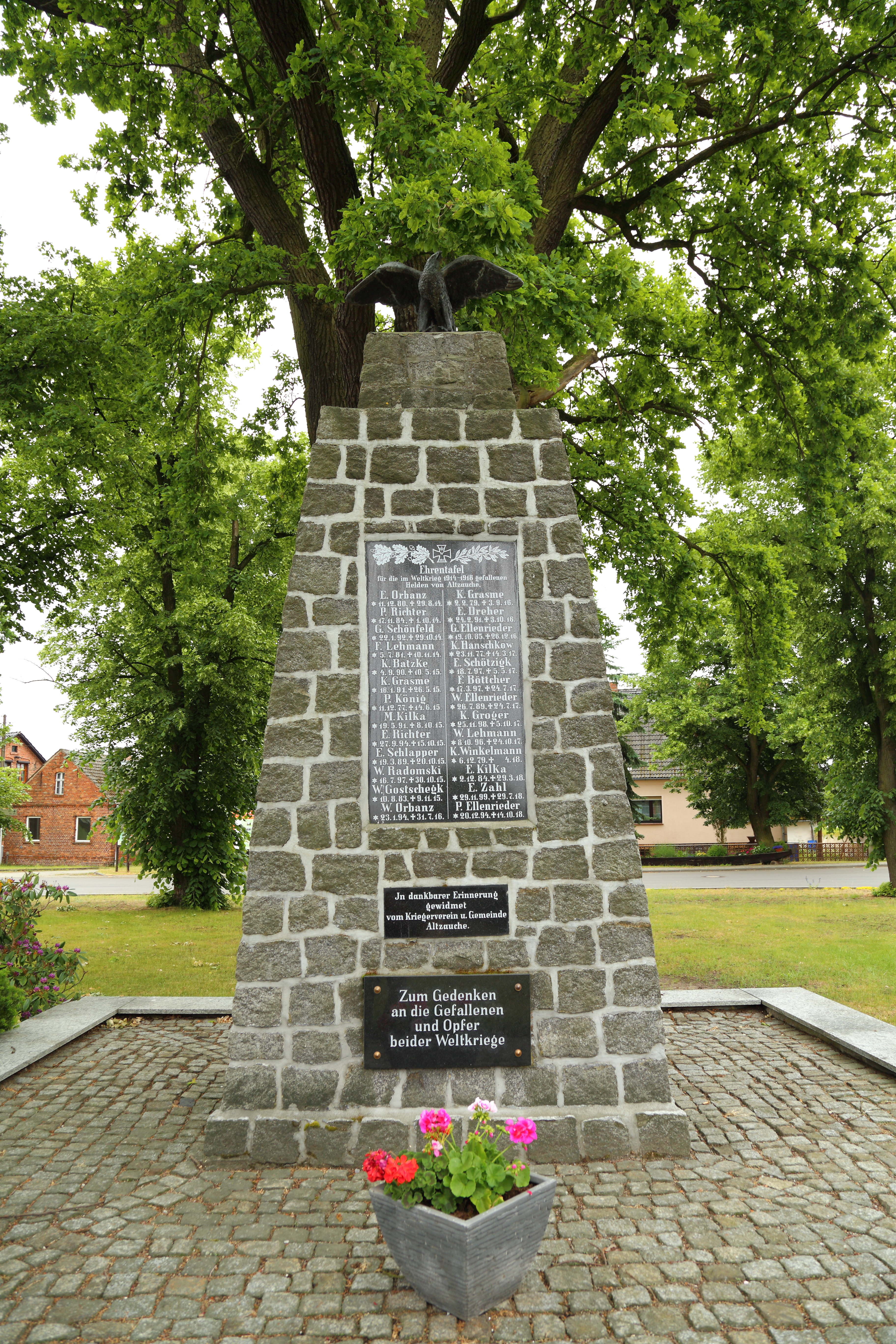
Kriegerdenkmal

Die Denkmalliste des Landes Brandenburg für den Landkreis Dahme-Spreewald listet zwei Baudenkmale und drei Bodendenkmale für den Ort und die Gemarkung Alt Zauche.

### Baudenkmale
Die Baudenkmale sind:
- Nr. 09140047 Forsthaus „Schützenhaus“
- Nr. 09140576 Kriegerdenkmal: Hauptstraße/Alt Zaucher Dorfstraße

### Bodendenkmale
Die gelisteten Bodendenkmale sind:
- Nr. 10000 Fluren 1,2: ein Gräberfeld der Bronzezeit
- Nr. 10001 Flur 4: eine Siedlung der Bronzezeit
- Nr. 10002 Flur 2: der Dorfkern des deutschen Mittelalter, der Dorfkern der Neuzeit

## Persönlichkeiten

### In Alt-Zauche geborene Persönlichkeiten
- Paul Gurran (1893–1944), Generalleutnant der Wehrmacht im Zweiten Weltkrieg

### Weitere Persönlichkeiten mit Bezug zu Alt-Zauche
- Erich Köhler (1928–2003), Schriftsteller, lebte in Alt Zauche
- Dieter Claußnitzer (1945–2023), Maler und Grafiker, lebte ab 1975 in Alt-Zauche